# Chrám proroka Eliáše (Jaroslavl)
Chrám proroka Eliáše (rusky Церковь Ильи Пророка) je pravoslavný chrám z poloviny 17. století, nacházející se v centru ruské Jaroslavle. Stojí na místě stejnojmenného dřevěného chrámu, který založil již Jaroslav I. Moudrý jako první stavbu v nově založeném městě. Od roku 2005 je v rámci Historického centra Jaroslavle zanesen na seznam světového dědictví UNESCO.

## Historie
Současný kamenný chrám byl vystavěn místními staviteli v letech 1647-1650 na místě dvou starších dřevěných chrámů - letního chrámu proroka Eliáše (první budova Jaroslavle) a zimního chrámu Pokrovu přesvaté Bohorodice. Stalo se tak díky jaroslavským kupcům, bratrům Ioannikiji a Vonifatiji Skripinským, kteří poskytli finance a pozemek. Devět příslušníků rodu Skripinských je v chrámu také pohřbeno. Moskevský patriarcha Josef daroval Skripinským část roucha Kristova uloženého v chrámu Zesnutí přesvaté Bohorodice v Moskevském kremlu (později bylo dělení této relikvie zakázáno). Tomuto předmětu byl v chrámu vydělen zvláštní přídělek.
Při požáru města roku 1658 chrám zvenčí ohořel, interiér ale zůstal zachován. Vnitřní fresky byly zhotoveny v roce 1680 patnácti kostromskými a jaroslavskými mistry za necelé tři měsíce. Později byly na vnější fasádu namalovány květinové dekory, které se ovšem nedochovaly.
Když vznikl roku 1778 urbanistický plán rozvoje Jaroslavle, chrám proroka Eliáše se stal středem, ve kterém se sbíhají hlavní městské ulice. Okolo něj vzniklo Eliášovo náměstí (nyní Sovětské), na nějž byly situovány administrativní budovy.
Roku 1896 byla stavba ohrazena plotem. Od roku 1920 byl objekt předán Jaroslavskému muzeu. To nejspíše chrám uchránilo před plánovaným zbouráním, proti kterému se postavili pracovníci muzea. V letech 1838-1941 zde vzniklo protináboženské muzeum a pod kupoli bylo zavěšeno Foucaultovo kyvadlo.
Roku 1989 byl chrám opět vysvěcen a v současnosti spadá pod Kirillo-Afanasijevský klášter. Probíhají zde pravidelné bohoslužby, objekt je přístupný také turistům.

## Galerie

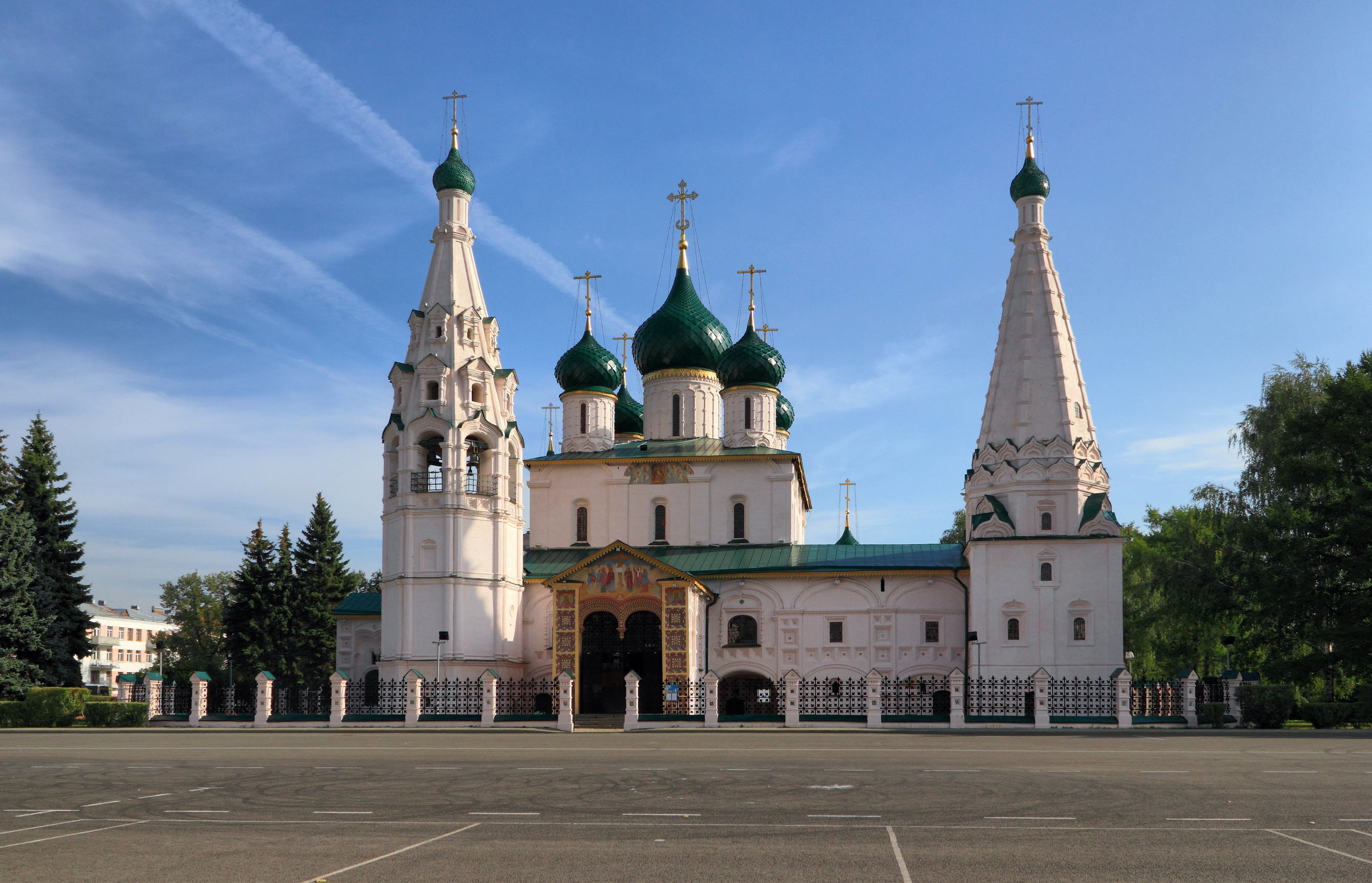
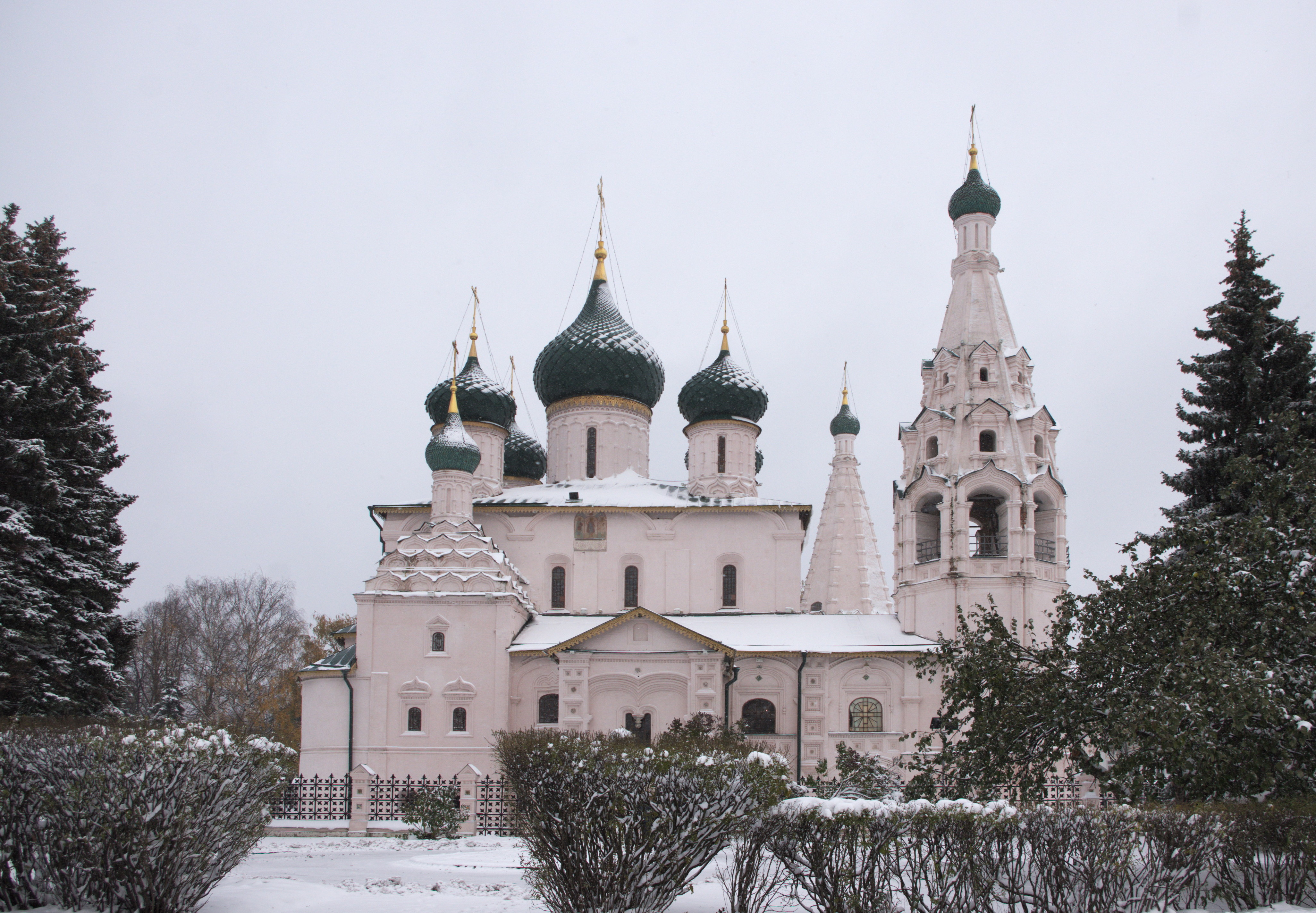
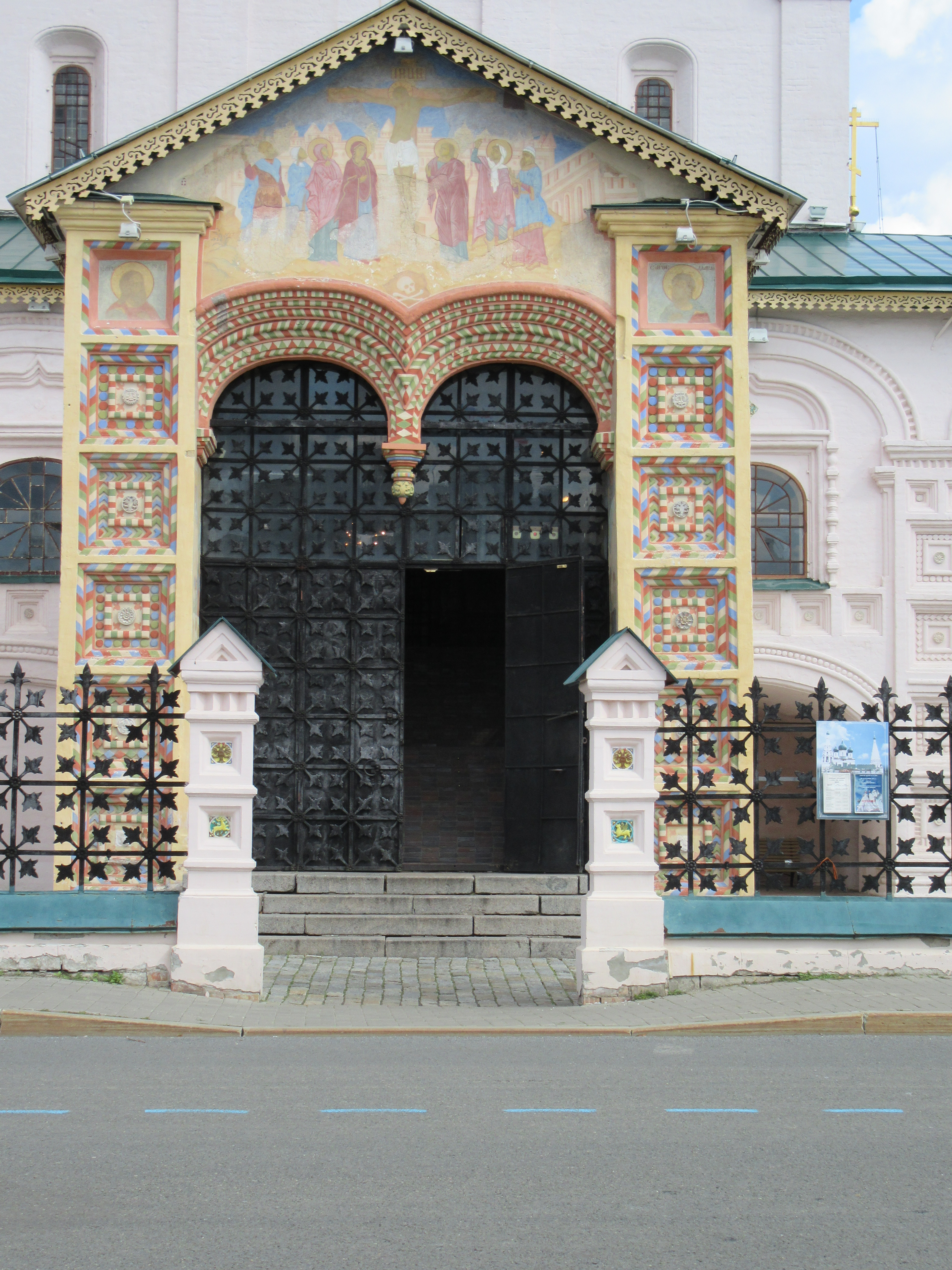
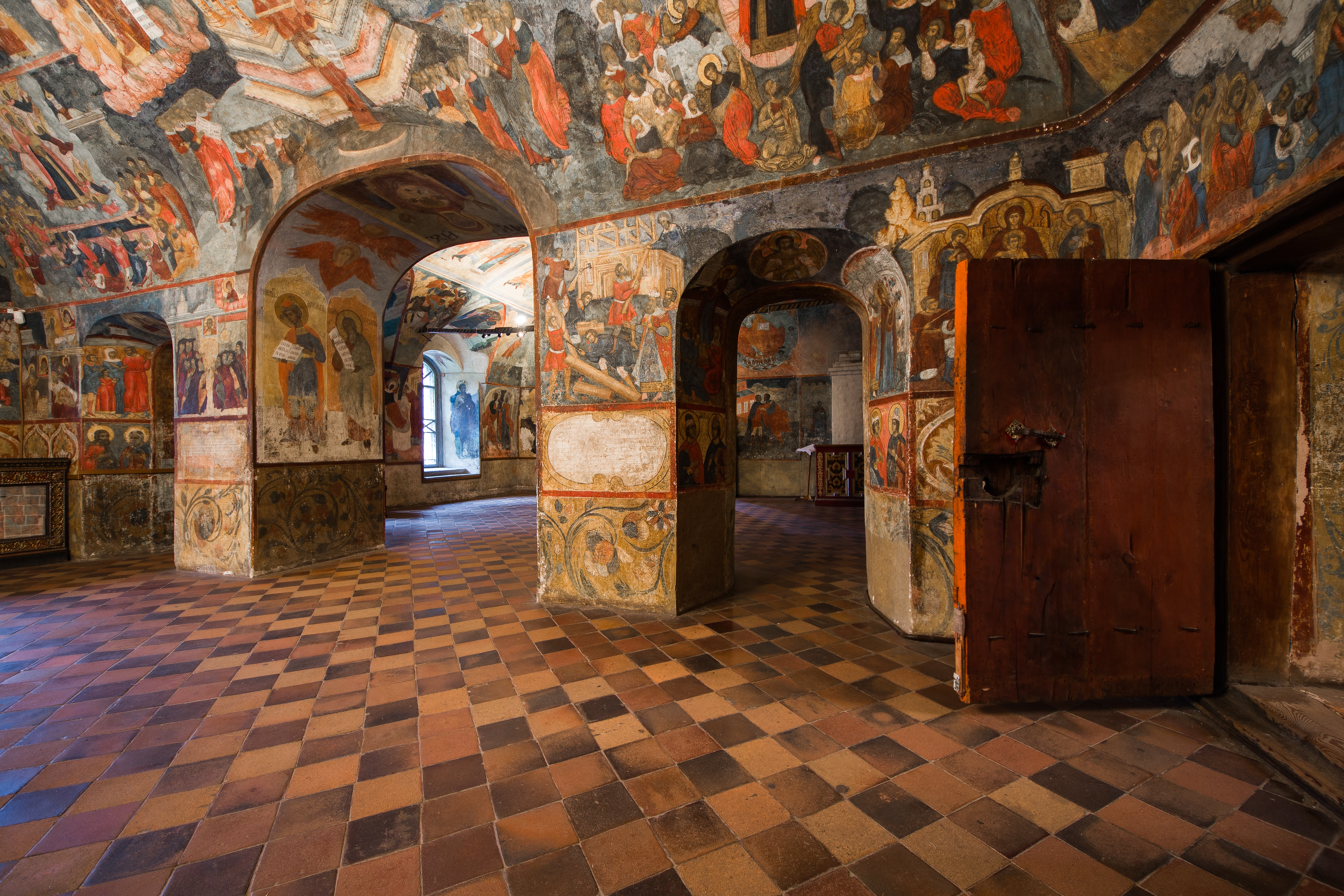
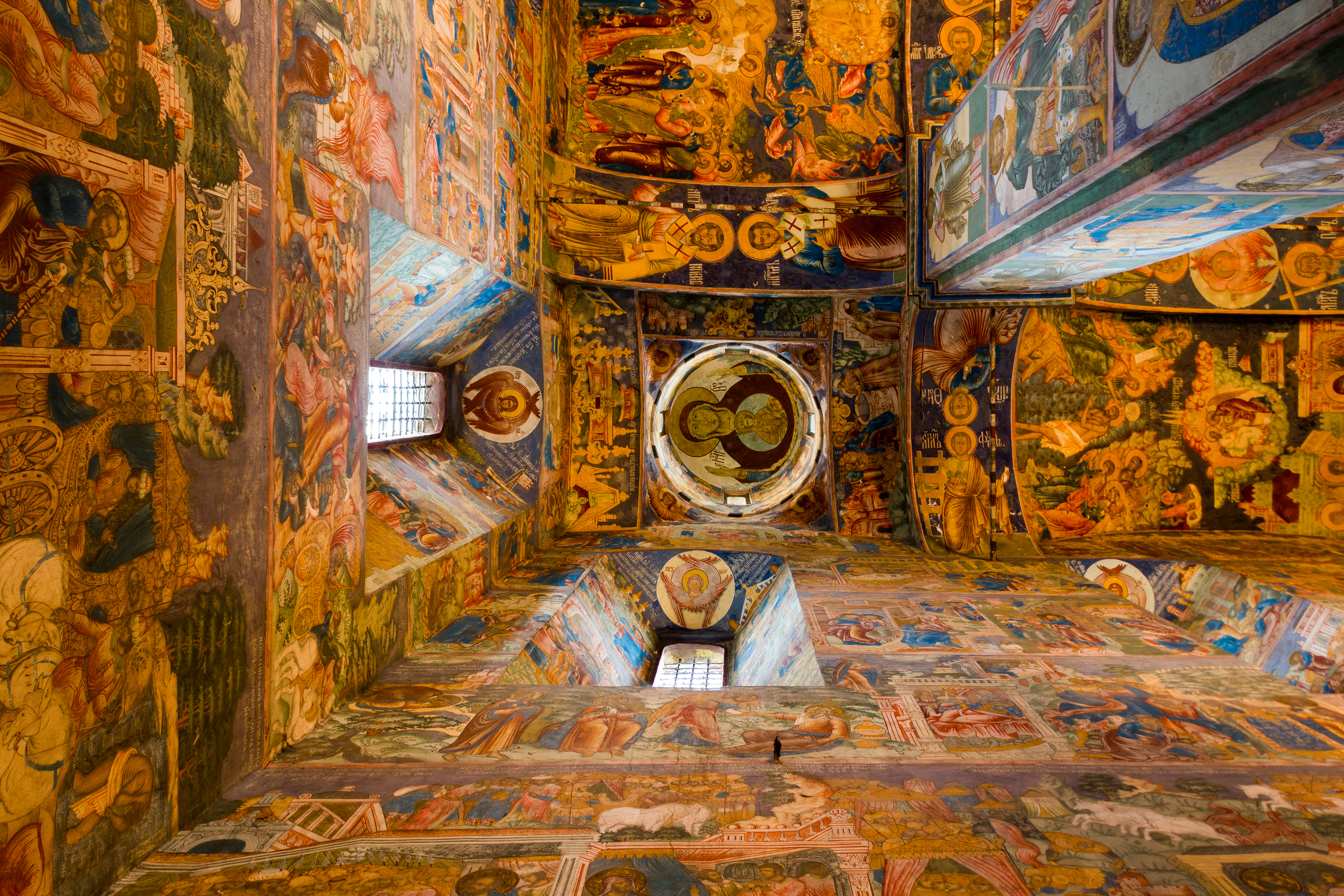
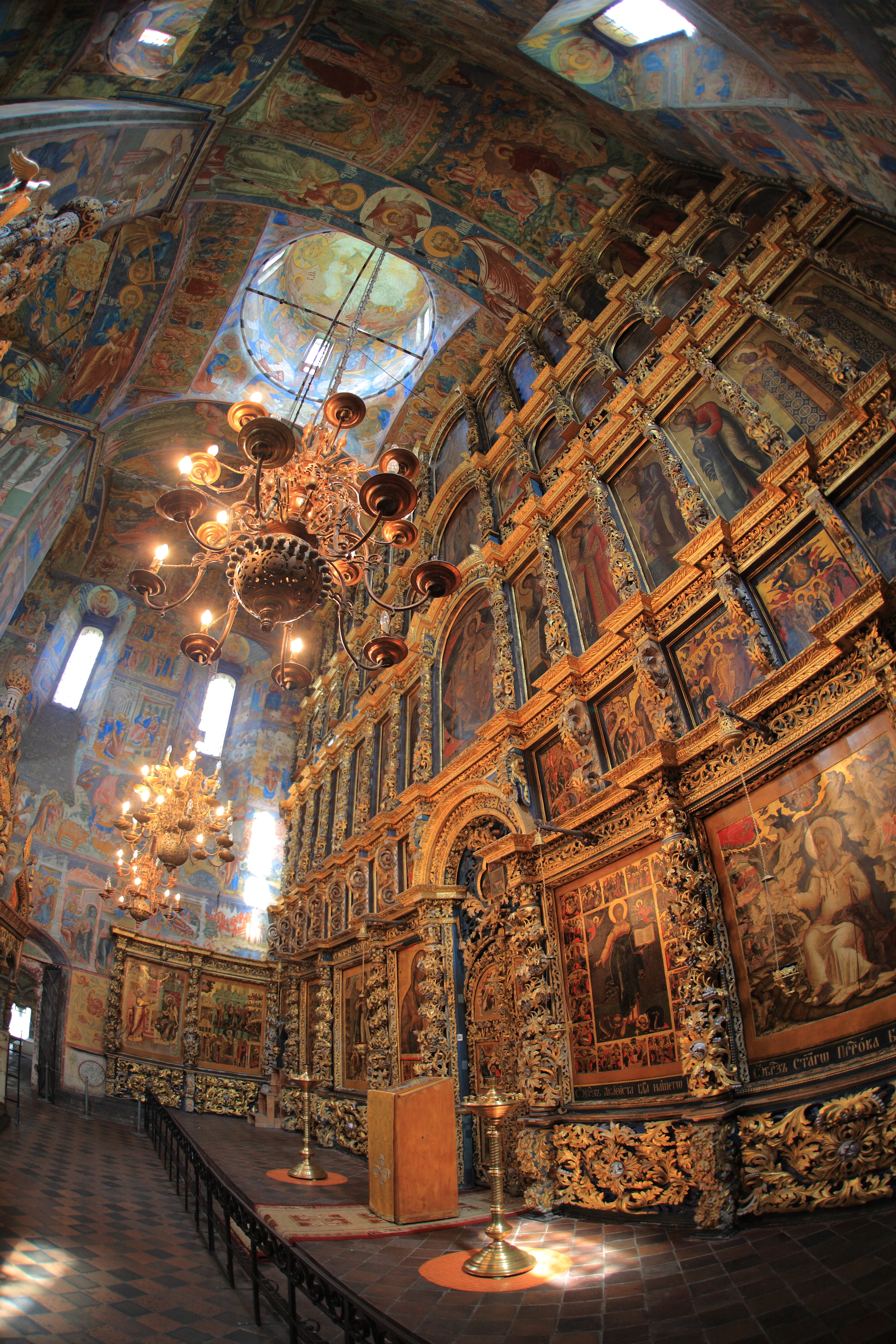
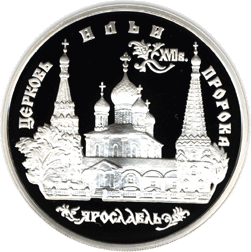
Pamětní třírubl z roku 1996